# Concertul pentru pian (Gershwin)
Concertul pentru pian în Fa major este o lucrare pentru pian solo și orchestră a compozitorului american George Gershwin. Compus în perioada iulie-septembrie 1925, a avut premiera 3 decembrie 1925 la Carnegie Hall din New York în interpretarea Orchestrei Simfonice din New York sub bagheta dirijorului Walter Damrosch, cu Gershwin la pian. Ca și celelalte lucrări orchestrale ale lui Gershwin, în concertul pentru pian sunt prezente influențele muzicii jazz.

## Originile concertului
Damrosch a fost prezent în data de 12 februarie 1924 la concertul aranjat și dirijat de Paul Whiterman la Aeolian Hall din New York întitulat An Experiment in Modern Music, concert în care a avut loc și premiera lucrării Rhapsody in Blue a lui Gershwin, în care compozitorul a interpretat la pian. În ziua următoare, Damrosch la contactat pe Gershwin pentru a comanda un concert clasic pentru pian pentru Orchestra Simfonică din New York care să fie orchestrat de compozitor.
Ulterior Gershwin va primi lecții avansate de compoziție, armonie și orchestrație de la persoane renumite precum Henry Cowell, Wallingford Riegger și Arnold Schoenberg. Totuși, în 1924, el nu avea asemenea cunoștințe tehnice. Sub presiunea de a finaliza concertul în 1925, Gershwin a cumpărat cărți de teorie, formă de concert și orchestrație pentru a se autoeduca în tehnicile necesare. Deoarece se afla sub obligații contractuale pentru trei muzicaluri pe Broadway, Gershwin nu a fost capabil să schițeze concertul mai devreme de mai 1925. A început să lucreze la concert, întitulat inițial "New York Concerto", pe 22 iulie la întoarcerea dintr-o călătorie la Londra. Prima parte a fost compusă în iulie, a doua în august iar ultima parte în septembrie, cea mai mare parte a lucrării fiind compusă la Institutul Chautauqua. Compozitorul australian Ernest Hutcheson a făcut aranjamente ca nimeni să nu intre în încăperea în care Gershwin lucra mai devreme de ora 16:00. Aceasta i-a permis lui Gershwin să finalizeze orchestrarea pe 10 noiembrie 1925. Apoi a angajat pe cheltuială proprie o orchestră de 55 de membri pentru a interpreta prima variantă a concertului. Damrosch a fost prezent și i-a dat sfaturi lui Gershwin care a făcut câteva modificări și revizuiri. 
Concertul pentru pian este un moment important în cariera compozițională a lui Gershwin deoarece a orchestrat el însuși lucrarea, spre deosebire de Rhapsody in Blue care a fost orchestrată de Ferde Grofé.

## Instrumentație
Lucrarea este compusă pentru două flauturi, piculină, două oboaie, corn englez, două clarinete în Si bemol, un clarinet bas în Si bemol, doi fagoți, patru corni francezi în Fa, trei trompete în Si bemol, trei tromboni, tubă, trei timpane, percuție (tobă mică, tobă mare, glockenspiel, xilofon, talgere, trianglu și gong), coarde și pian solo.

## Formă
Concertul este structurat în formă clasică de trei părți:
1. Allegro
2. Adagio - Andante con moto
3. Allegro agitato

Prima parte debutează cu lovituri de timpan și este introdusă materialul tematic principal. După o introducere orchestrală intră pianul cu o secțiune solo ce introduce o nouă melodie ce va prezentă în întreaga primă parte. De aici muzica alternează în secțiuni contrastante de grandiositate și delicatețe. Climaxul este atins în Grandioso în care orchestra preia melodia pianului acompaniată de solist.
A doua parte amintește de genul blues - începând cu o melodie elegantă interpretată de trompeta solo acompaniată de un trio de clarinete. Urmează o porțiune mai rapidă ce include pianul ce se ridică treptat spre final când melodia principală este din nou reluată de către flaut. Partea se termină într-o cadență pașnică și introspectivă.
Ultima parte este pulsantă și energică cu câteva elemente ale muzicii ragtime ce include atât material nou cât și melodii din părțile precedente. Un climax fals este întâlnit în secțiunea Grandioso identică cu cea din prima parte ce evoluează spre momentul maxim al concertului, dominat de pian, după care lucrarea se încheie.

## Lansarea și receptarea
Premiera a avut loc în interpretarea Orchestrei Simfonice din New York sub bagheta lui Damrosch pe 3 decembrie 1925, cu compozitorul în calitate de solist. Concertul a fost cu casa închisă și a fost foarte bine recepționată de publicul larg. Totuși recenziile au fost mixte deoarece criticii erau nehotărâți dacă lucrarea este clasică sau jazz. A existat o atitudine variată din partea contemporanilor, Igor Stravinski spunând că este o lucrare genială în vreme ce lui Serghei Prokofiev i-a displăcut total.

## Cultura populară
Patinatoarea artistică sud-coreană Kim Yu-Na a patinat pe această lucrare la Jocurile Olimpice de iarnă din 2010 de la Vancouver, câștigând medalia de aur.